# Stazione di Wakinoda

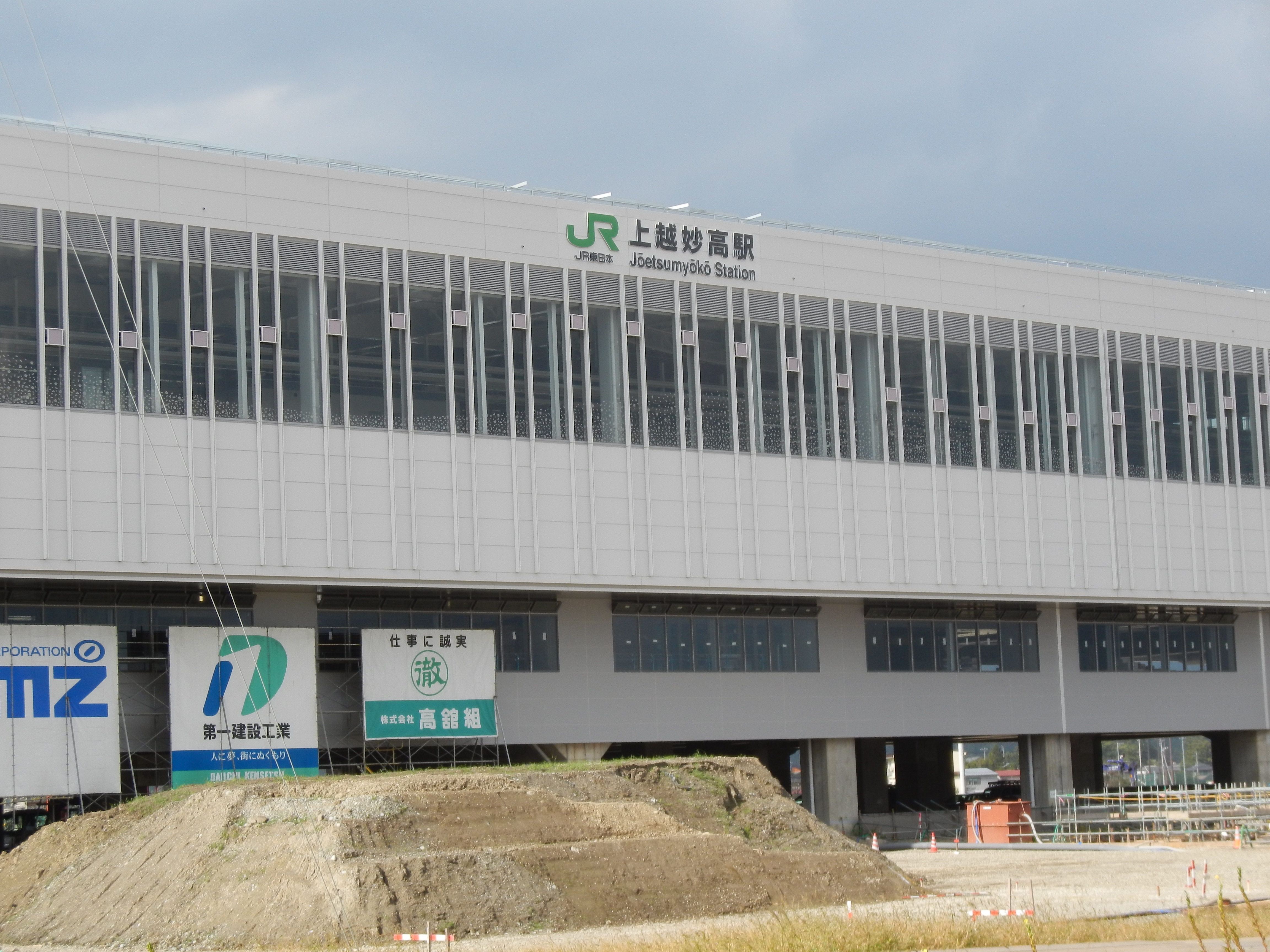
Vista della nuova stazione per lo Shinkansen in realizzazione (12 ottobre 2013)

La stazione di Wakinoda (脇野田駅?, Wakinoda-eki) è una stazione ferroviaria situata nella città di Jōetsu della prefettura di Niigata della regione del Kōshinetsu, in Giappone. Al momento serve solamente la linea principale Shin'etsu, ma è in costruzione l'estensione dello Hokuriku Shinkansen, che aprirà nel 2015. In quel momento, la stazione cambierà nome, assumendo quello di Jōetsumyōkō (上越妙高駅?, Jōetsumyōkō-eki).

## Linee e servizi
East Japan Railway Company
■ Linea principale Shin'etsu

### Linee in costruzione
East Japan Railway Company
 Hokuriku Shinkansen

## Struttura
Al novembre 2013 la stazione è servita unicamente dalla linea principale Shin'etsu, ed è realizzata in superficie con una banchina a isola e due binari passanti.
| 1 | ■ Linea principale Shin'etsu | per Arai, Myōkō-Kōgen e Nagano |
| 2 | ■ Linea principale Shin'etsu | per Naoetsu, Nagaoka e Niigata |

## Stazioni adiacenti
| «                          | Servizio                   | »                          |
| Hokuriku Shinkansen (2015) | Hokuriku Shinkansen (2015) | Hokuriku Shinkansen (2015) |
| -------------------------- | -------------------------- | -------------------------- |
| Iiyama                     | -                          | Itoigawa                   |
| Linea principale Shin'etsu |                            |                            |
| Kita-Arai                  | Locale                     | Minami-Takada              |
| Il rapido Myōkō non ferma  |                            |                            |